# ویلوپولی
ویلوپولی (به لاتین: Vělopolí) یک منطقهٔ مسکونی در جمهوری چک است که در شهرستان فریدک-میستک واقع شده‌است. ویلوپولی ۲٫۹۸ کیلومتر مربع مساحت و ۲۴۹ نفر جمعیت دارد و ۳۷۰ متر بالاتر از سطح دریا واقع شده‌است.